# Albert Metlikovec
Albert Metlikovec, slovenski rimskokatoliški duhovnik, * 28. september 1920, Slivno pri Šempolaju, Italija, † 3. oktober 1982, Nova Gorica. 

## Življenje in delo
Ljudsko šolo je obiskoval v Slivnem, gimnazijo pa v malem semenišču v Gorici, kjer je tudi stopil v bogoslovje in bil 3. junija 1944 posvečen v mašnika. Kot kaplan je dve leti služboval v Črničah in Idriji, 1946 pa je prevzel upravo župnije Lozice in soupravljal župnijo v Vrabčah. Nato je bil župnik na Colu (1950-1957), Šempetru pri Gorici 1957-1967) in Ajdovščini (1967-1979), kjer je 16. avgusta 1979 stopil v pokoj.
Metlikovec je veliko napravil za razvoj pastorale, predvsem kateheze na primorskem in v vsej Sloveniji. Sodeloval je pri nastajanju skoraj vseh katekizmov, ki so po vojni izšli v Sloveniji. V začetku je skupaj z Bernardinom in Francem Godničem pripravljal ciklostilno razmnoževanje, kasneje pa tiskane katekizme. sam je napisal učbenik Naša rast v veri (COBISS). Za njegovo delo na tem področju ga je Teološka fakulteta v Ljubljani leta 1980 odlikovala z nazivom častni doktor, Sveti sedež pa s častnim nazivom monsignor.